# Torneo de Delray Beach 2009
El Torneo de Delray Beach 2009 (Delray Beach International Tennis Championships) fue un evento de tenis perteneciente al ATP World Tour en la serie 250. Se jugó del 23 de febrero al 1 de marzo en Delray Beach (Estados Unidos).

## Campeones
- Individuales masculinos:  Mardy Fish derrota a  Yevgueni Koroliov 7–5, 6–3.

- Dobles masculinos:  Bob Bryan /  Mike Bryan a  Marcelo Melo /  André Sá, 6–4, 6–4.